# جيمس إم. سيلرز
جيمس إم. سيلرز (بالإنجليزية: James M. Sellers)‏ هو عسكري أمريكي، ولد في 29 يونيو 1895 في لكسينغتون في الولايات المتحدة، وتوفي بنفس المكان في 3 سبتمبر 1990.